# Jakin
Jakin est une revue en langue basque créée en 1956, située à Saint-Sébastien et dont le leitmotiv est Pentsamendua eta kultura (La pensée et la culture). Cette revue se spécialise sur les questions sociales et est membre de l'ARCE (La Asociación de Editores de Revistas Culturales de España). Jakin signifie « savoir » en basque.

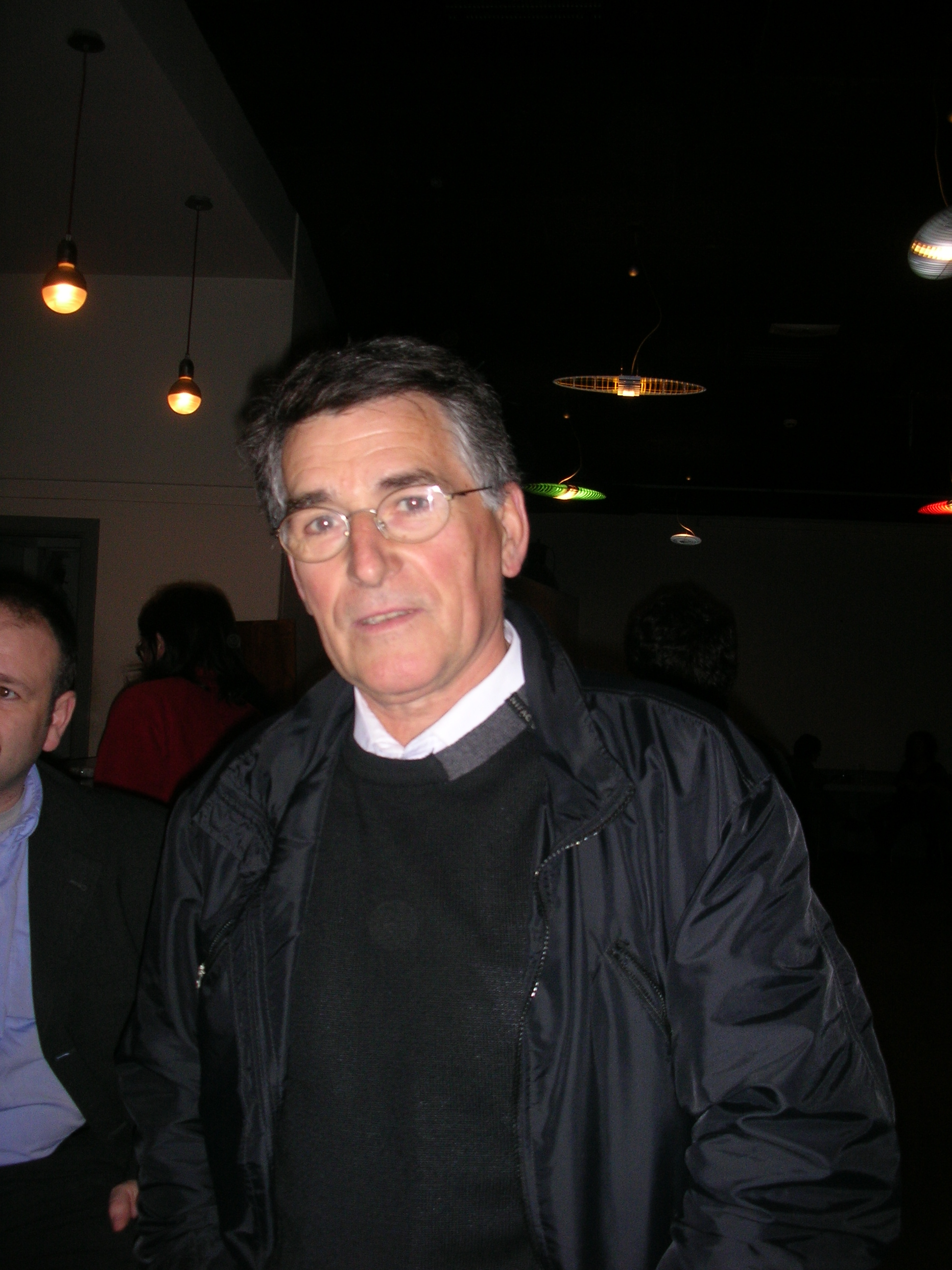
Joan Mari Torrealdai en 2008.

Lors de ses premiers publications, Jakin s'exprime sur des questions religieuses et éducatives, et édite au sanctuaire d'Arantzazu. 
En 1967, ses sujets abordent la sociologie et la politique, mais la revue sera fermée pour censure par le régime franquiste, et de façon permanente jusqu'à l'arrivée de la démocratie en 1977. 
En 2014, Jakin est dirigé par Lorea Agirre, cette dernière remplace Joan Mari Torrealdai .
En 2006, la revue a remporté le prix Argizaiola au salon du livre et du disque basques de Durango.